# Sötvedel

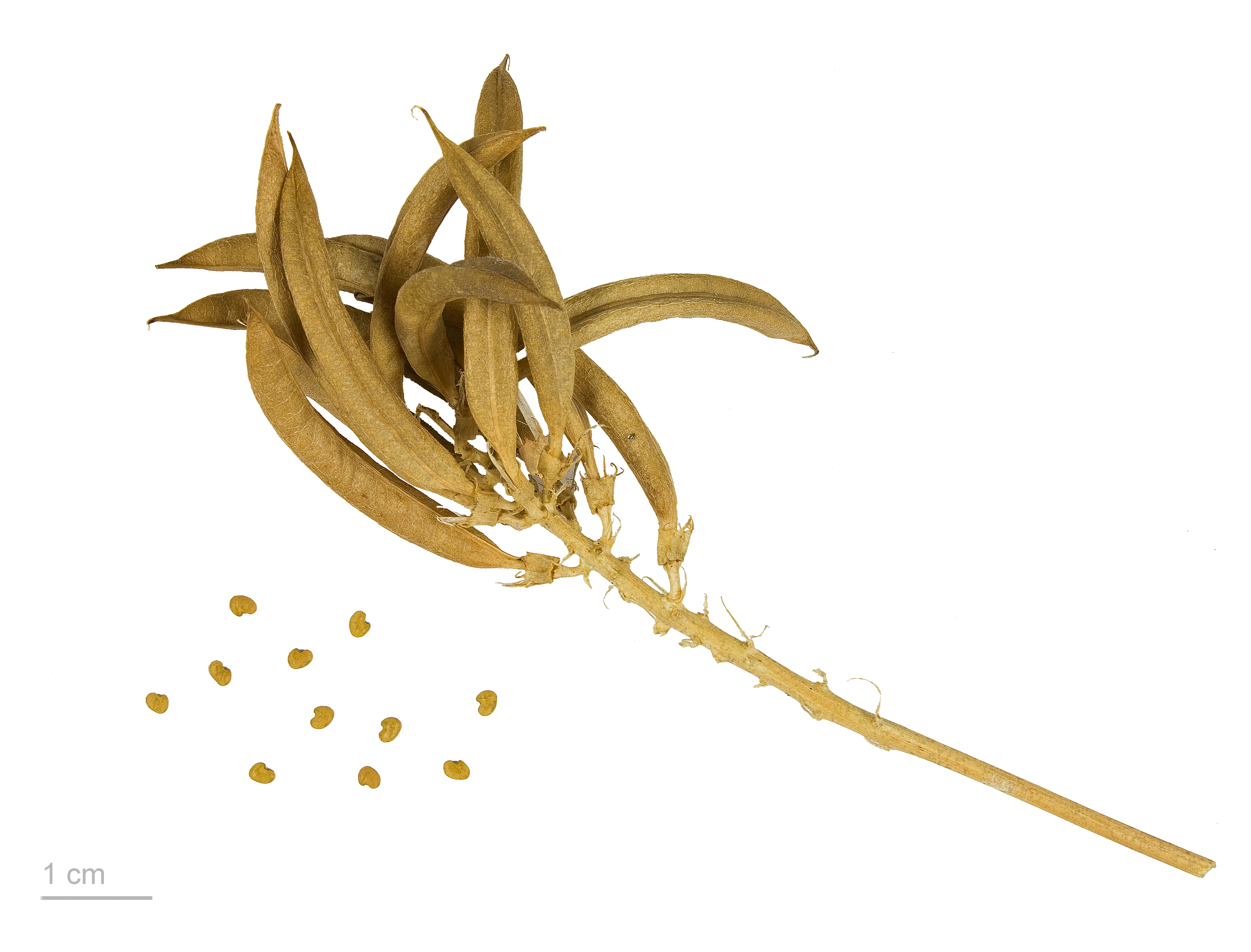
Astragalus glycyphyllos

Sötvedel (Astragalus glycyphyllos) är en stor och grov ört med 1 - 1 1/2 m långa, liggande eller uppstigande stjälkar. 
Den är tämligen sällsynt och anträffas i södra och mellersta Skandinavien på lundbackar och bland buskar. Släktet vedlar (Astragalus), ett av de största inom denna familj och särdeles artrikt i östra Europa och Orienten, men i norden fåtaligt representerat, har parbladiga blad med ett udda ändblad i spetsen. Baljans hålighet är delad i 2 rum därigenom, att frukbladets mittnerv utefter hela sin längd är tryckt in i fruktrummet och genom en hinnvägg sammanhänger med den mitt emot belägna fogen eller fröfästet. Fröna är bönformiga och har så djup inbuktning att de liknar en hake eller klo (därav det gamla alternativa namnet "kloärt"). 
Tidigare har den också kallats backsöta. Det syftar på bladens bittersöta, något lakritsartade smak.

## Synonymer
Astragalus glycyphyllos var. rotundifolius (J.Presl & C.Presl) Celak.
Astragalus rotundifolius J.Presl & C.Presl
Hamosa glycyphyllos (L.) Med.
Hedyphylla glycyphylla (L.) Rydb.
Hedyphylla vulgaris Steven
Phaca baetica L.
Tragacantha glycyphylla (L.) Kuntze